# OpenSSH
OpenSSH är en implementation av klient och server för protokollet SSH, secure shell. OpenSSH är fritt tillgängligt under BSD-licensen.
Projektet startades av kanadensaren Theo de Raadt som också startade projektet OpenBSD, och många utvecklare är verksamma inom båda projekten. Projekten delar också en grundsyn på datasäkerhet, att alla buggar eller oklarheter i källkoden är potentiella säkerhetsproblem.